# Domnica Darienco
Domnica Darienco (în rusă Домникия Тимофеевна Дариенко; n. 15 ianuarie 1919, Valehoțulove, gubernia Herson, Republica Populară Ucraineană – d. 6 noiembrie 2010, Chișinău, Republica Moldova) a fost o actriță sovietică și moldoveană de teatru și film.

## Biografie
Domnica Darienco s-a născut la data de 15 ianuarie 1919, în satul Valea Hoțului din ținutul Ananiev, atunci parte a efemerei RP Ucrainene (astăzi în Ucraina). A urmat studii de actorie de teatru la Școala teatrală din Odesa (1933-1937). A fost căsătorită, dar soțul ei a murit pe front, pe când fiul lor avea un an și jumătate.
După absolvirea Școlii de teatru în anul 1937, a fost angajată ca actriță la Teatrul dramatic „A.S.Pușkin” (astăzi Teatrul Național „Mihai Eminescu”), aflat inițial la Tiraspol și din 1944 la Chișinău. Ea a debutat pe scenă cu rolul Krucinina din spectacolul Vinovați fără vină de A. Ostrovski, din dramaturgia clasică rusă. A interpretat peste 100 roluri, în special de eroine puternice din dramaturgia națională și universală - Aftenia din Soacra cu trei nurori de Ion Creangă, Corina din Ovidiu de Vasile Alecsandri, Vasilisa din Azilul de noapte de Maxim Gorki ș.a.
A debutat în cinematografie în anul 1955 în filmul Andrieș, turnat la studioul „A. Dovjenko” din Kiev. Rolul său cel mai cunoscut a fost Domnica din filmul Armaghedon (1962). În anul 1989, a ieșit la pensie la vârsta de 70 ani.
A primit titlurile de Artistă a poporului din RSSM (1957) și Artistă a poporului din URSS (1974), precum și Ordinul Republicii. În perioada 1992-2004, Domnica Darienco a îndeplinit funcția de președinte al Ligii Veteranilor Scenei din Republica Moldova, având grijă de colegii săi, aflați și ei în etate, ca și ea, cu pensii mizerabile.
S-a stins din viață la 6 noiembrie 2010, fiind înmormîntată la Cimitirul Central din Chișinău, alături de soțul său.

## Filmografie
- Andrieș (studioul Moldova-Film și "A.Dovjenko" din Kiev, 1954) - oarba
- Vă scriu (1959) - Maria Fiodorovna
- Dincolo de marginea orașului (1960) - Maria Cibotaru
- Gustul pâinii (episod, 1966)
- Armaghedon (1966) - Domnica
- Povârnișul (1970) - soția lui Negară
- Ultimul haiduc (1972) - mătușa Domnica
- Crestături spre amintire (1972) - Daria
- Bărbații încărunțesc de tineri (1973) - Daria
- Furtuni de toamnă (1974) - Panaghia
- Durata zilei (1974) - mama Sandei
- Între cer și pământ (1975) - Sanda Cucu
- Șoseaua (s/m, episod, 1981)
- Trecea o lebădă pe ape (episod, 1982)
- Codrii (episod, 1991) ș.a.

## Aprecieri critice
„Am jucat foarte multe roluri bune și mai puțin bune, femei cu diferite caractere și chipuri, însă cel mai aproape de suflet mi–a fost rolul Mamei. (...) Un actor este cu adevărat fericit atunci când este solicitat, atunci când este căutat de regizori și așteptat de spectatori. De la bun început am avut doar roluri bune. Toți regizorii lucrau cu mine cu mare plăcere și mă onorau doar cu roluri principale. Unui actor poți să nu–i dai de mâncare, dar să–l «alimentezi» cu roluri bune. Eu am fost fericită.”—Domnica Darienco
„Domnica Darienco nu juca rolul, ea pătrundea în natura chipului personajului redat. De la început nu juca nimic, era cea mai "slabă" la repetiție. Domnica căuta "rădăcinile", pentru ca mai târziu să înflorească, iar rodul acestei căutări erau chipurile perfecte, care cucereau inimile spectatorilor. Spectatorii nu analizau, nu discutau, ci, vrăjiți de măiestria artistei, veneau iarăși și iarăși doar pentru a o vedea pe scenă pe Domnica Darienco. Domnica este o artistă din născare, care nu și–a pus drept scop distrarea spectatorilor, cum o fac actorii de astăzi, ci stăpânirea emoțiilor, redarea unor chipuri care să zguduie sufletele oamenilor.”—Victor Gherlac
„Prodigioasa activitate scenică, desfășurată de Dumneavoastră pe parcursul mai multor decenii, V-a adus prețuirea și dragostea publicului nostru spectator. Numeroasele roluri feminine, pe care le-ați jucat, cu mult talent și exemplare dăruire în spectacole, montate pe piese din dramaturgia națională și universală, cât și on filme, vor rămâne pentru totdeauna înscrise în analele artei teatrale și cinematografice moldovenești.”—Vladimir Voronin